# Asilus sexmaculatus
Asilus sexmaculatus är en tvåvingeart som beskrevs av Walker 1855. Asilus sexmaculatus ingår i släktet Asilus och familjen rovflugor. Inga underarter finns listade i Catalogue of Life.